# Yi Jingqian
Pour les articles homonymes, voir Yi.
Dans ce nom chinois, le nom de famille, Yi, précède le nom personnel.
Yi Jingqian (née le 28 février 1974 à Nankin) est une joueuse de tennis chinoise, professionnelle de 1995 à 2001.
Elle a atteint le 69e rang mondial en simple le 22 juillet 1996 et le 206e en double dames le 26 octobre 1998.
En 2000, elle a joué le 3e tour à l'Open d'Australie (battue par Jennifer Capriati), sa meilleure performance en simple dans une épreuve du Grand Chelem.
Pendant sa carrière, elle n'a gagné aucun tournoi WTA, mais perdu deux finales en 1995 à Surabaya et Pattaya.
Yi Jingqian a régulièrement représenté l'équipe chinoise en Fed Cup et disputé les Jeux olympiques en 1996 et 2000.

## Palmarès

### Titre en simple dames
Aucun

### Finales en simple dames
| No | Date       | Nom et lieu du tournoi  | Catégorie | Dotation  | Surface    | Vainqueure     | Score    |          |
| -- | ---------- | ----------------------- | --------- | --------- | ---------- | -------------- | -------- | -------- |
| 1  | 02/10/1995 | Wismilak Open, Surabaya | Tier IV   | 107 500 $ | Dur (ext.) | Wang Shi-Ting  | 6-1, 6-1 | Parcours |
| 2  | 13/11/1995 | Volvo Open, Pattaya     | Tier IV   | 107 500 $ | Dur (ext.) | Barbara Paulus | 6-4, 6-3 | Parcours |

## Parcours en Grand Chelem

### En simple dames
| Année | Open d'Australie | Open d'Australie  | Internationaux de France | Internationaux de France | Wimbledon      | Wimbledon      | US Open         | US Open           |
| ----- | ---------------- | ----------------- | ------------------------ | ------------------------ | -------------- | -------------- | --------------- | ----------------- |
| 1996  | 1er tour (1/64)  | Florencia Labat   | 2e tour (1/32)           | Barbara Rittner          | -              | -              | 1er tour (1/64) | Barbara Paulus    |
| 2000  | 3e tour (1/16)   | Jennifer Capriati | 1er tour (1/64)          | Květa Hrdličková         | 2e tour (1/32) | Martina Hingis | 1er tour (1/64) | Magdalena Maleeva |
| 2001  | 2e tour (1/32)   | Sandrine Testud   | -                        | -                        | -              | -              | -               | -                 |

À droite du résultat, l’ultime adversaire.

### En double dames
N'a jamais participé à un tableau final.

## Parcours aux Jeux olympiques

### En simple dames
| # | Date       | Nom de l'olympiade           | Surface    | Résultat        | Ultime adversaire  | Score          |          |
| - | ---------- | ---------------------------- | ---------- | --------------- | ------------------ | -------------- | -------- |
| 1 | 23/07/1996 | Olympic Tennis Event Atlanta | Dur (ext.) | 1er tour (1/32) | Inés Gorrochategui | 6-2, 1-6, 6-1  | Parcours |
| 2 | 19/09/2000 | Olympic Tennis Event Sydney  | Dur (ext.) | 1er tour (1/32) | Dája Bedáňová      | 6-2, 6-73, 6-3 | Parcours |

### En double dames
| # | Date       | Nom de l'olympiade           | Surface    | Résultat      | Partenaire   | Ultimes adversaires                   | Score         |          |
| - | ---------- | ---------------------------- | ---------- | ------------- | ------------ | ------------------------------------- | ------------- | -------- |
| 1 | 23/07/1996 | Olympic Tennis Event Atlanta | Dur (ext.) | 2e tour (1/8) | Chen Li Ling | Benjamas Sangaram Tamarine Tanasugarn | 2-6, 6-4, 6-4 | Parcours |

## Parcours en Coupe de la Fédération
| #                                                         | Date       | Lieu       | Surface | Gagnante(s)             | Perdante(s)                      | Score    |          |
|                                                           |            |            |         |                         |                                  |          |          |
| 1991 - 1er tour (groupe mondial) - Brésil - Chine - 0 : 3 |            |            |         |                         |                                  |          |          |
| 1                                                         | 22/07/1991 | Nottingham |         | Yang Li-Hua Yi Jingqian | Luciana Corsato Sabrina Giusto   | 6-2, 6-3 | Parcours |
|                                                           |            |            |         |                         |                                  |          |          |
| 1991 - 2e tour (groupe mondial) - Suisse - Chine - 2 : 1  |            |            |         |                         |                                  |          |          |
| 2                                                         | 24/07/1991 | Nottingham |         | Li Fang Yi Jingqian     | Cathy Caverzasio Manuela Maleeva | 3-1, ab. | Parcours |

## Classements WTA en fin de saison

### En simple
| Année | 1991 | 1992 | 1993 | 1994 | 1995 | 1996 | 1997 | 1998 | 1999 | 2000 | 2001 |
| Rang  | 435  | 296  | 508  | 344  | 91   | 191  | 280  | 193  | 140  | 96   | 176  |

Source : (en) « Classements de Yi Jingqian », sur le site officiel du WTA Tour

### En double
| Année | 1991 | 1992 | 1993 | 1994 | 1995 | 1996 | 1997 | 1998 | 1999 | 2000 |
| Rang  | 404  | 280  | 492  | 417  | 456  | -    | 449  | 220  | 296  | 359  |

Source : (en) « Classements de Yi Jingqian », sur le site officiel du WTA Tour